# Friday Ekpo
Friday Ekpo (ur. 13 sierpnia 1969 w Surulere) – nigeryjski piłkarz grający na pozycji pomocnika. W swojej karierze rozegrał 24 mecze i strzelił 5 goli w reprezentacji Nigerii.

## Kariera klubowa
W swojej karierze piłkarskiej Ekpo grał w takich klubach jak: Leventis United, Abiola Babes FC, Iwuanyanwu Nationale i gaboński Mbilinga FC. Czterokrotnie w swojej karierze został mistrzem Nigerii w sezonach 1986 (z Leventisem), 1988, 1989 i 1990 (z Iwuanyanwu Nationale) oraz zdobył cztery Puchary Nigerii w sezonach 1984 (z Leventisem), 1985 (z Abiolą Babes), 1986 (z Leventisem) i 1988 (z Iwuanyanwu Nationale).

## Kariera reprezentacyjna
W reprezentacji Nigerii Ekpo zadebiutował 12 kwietnia 1987 roku w zremisowanym 1:1 meczu kwalifikacji do Pucharu Narodów Afryki 1988 z Togo, rozegranym w Lomé. W 1992 roku został powołany do kadry na Puchar Narodów Afryki 1992. Na tym turnieju wystąpił w czterech meczach: grupowych z Senegalem (2:1) i z Kenią (2:1), w półfinale z Ghaną (1:2) i o 3. miejsce z Kamerunem (2:1), w którym strzelił gola. W kadrze narodowej rozegrał 24 mecze i strzelił w nich 5 bramek.